# Operculicarya
Operculicarya is een geslacht uit de pruikenboomfamilie (Anacardiaceae). De soorten uit het geslacht komen voor op het eiland Madagaskar en op de Comoren.

## Soorten
- Operculicarya borealis Eggli
- Operculicarya calcicola Randrian. & Lowry
- Operculicarya capuronii Randrian. & Lowry
- Operculicarya decaryi H.Perrier
- Operculicarya gummifera (Sprague) Capuron
- Operculicarya hirsutissima Eggli
- Operculicarya hyphaenoides H.Perrier
- Operculicarya multijuga Randrian. & Lowry
- Operculicarya pachypus Eggli

... · 
Anacardium · 
Bouea · 
Buchanania · 
Cotinus · 
Mangifera · 
Pistacia (Pistache) · 
Protorhus · 
Rhus · 
Schinus · 
Sclerocarya · 
Sorindeia · 
Spondias · 
Toxicodendron · 
...